# Рієзі
Рієзі (італ. Riesi, сиц. Riesi) — муніципалітет в Італії, у регіоні Сицилія,  провінція Кальтаніссетта.
Рієзі розташоване на відстані близько 530 км на південь від Рима, 115 км на південний схід від Палермо, 23 км на південь від Кальтаніссетти.
Населення — 11 716 осіб (2014).

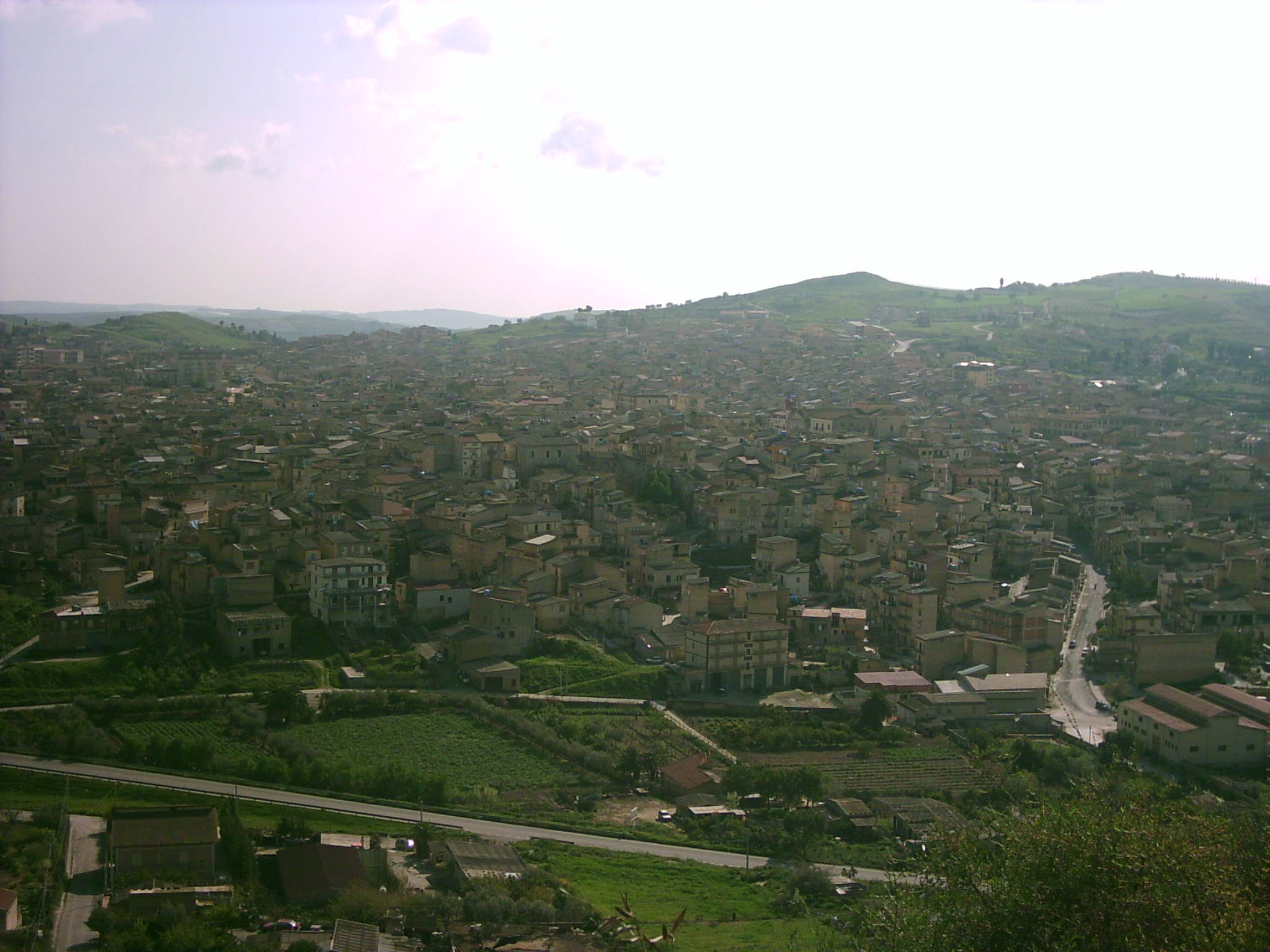

Щорічний фестиваль відбувається другої неділі вересня. Покровитель — Madonna della catena.

## Демографія
Населення за роками:

Станом на 1 січня 2023 року в муніципалітеті офіційно проживало 430 іноземців з 30 країн, серед них 323 громадяни країн Євросоюзу та 11 громадян України.

## Сусідні муніципалітети
- Баррафранка
- Бутера
- Маццарино
- П'єтраперція
- Равануза
- Сомматіно